# فرنان فاز لاجون
فرنان فاز لاجون (بالفرنسية: Lagune Fernan Vaz)‏ هي بحيرة كبيرة على ساحل المحيط الأطلسي في الغابون. سميت على اسم فيرناو فاز، أول أوروبي وصل إليها، وهي معروفة بحياتها البرية وكنيسة ميشن سانت آن، التي بناها غوستاف إيفل في عام 1889. المستوطنة الرئيسية على شاطئ البحيرة هي أومبوي.

## وصلات خارجية
- Compagnie coloniale du Fernan Vaz
- Ogooué-Maritime: la mission Sainte Anne du Fernan-Vaz à l'abandon